# سميرة أحمد (كاتبة أمريكية)
سميرة أحمد هي كاتبة روائية أمريكية من أصول الهند من مواليد مومباي. مؤلّفة رواية حب وكراهية وأشياء أخرى «Love, Hate, and Other Filters» التي صنّفتها «نيويورك تايمز» في فئة الروايات الأكثر رواجًا.
ولدت سميرة في بومباي بالهند ونشأت في باتافيا بولاية إلينوي في الولايات المتحدة. حاصلة على شهادة من جامعة شيكاغو، ودرست اللغة الإنجليزية في المدرسة الثانوية لمدة سبع سنوات، وعملت في مؤسسة غير ربحية قبل نشر روايتها الأولى في عام 2018.

## من مؤلفاتها المترجمة للغة العربية
- المعتقل (رواية).[4]